# Tuyên Mục Hoàng hậu
Tích Thiện Hà hoàng hậu (chữ Hán: 積善何皇后, ? - 22 tháng 1, năm 906.), cũng gọi Tích Thiện Hà Thái hậu (積善何太后), là Hoàng hậu dưới thời Đường Chiêu Tông Lý Diệp, mẫu thân của Đường Ai Đế Lý Chúc.

## Tiểu sử
Tích Thiện Hà thái hậu nguyên quán ở vùng Đông Thục, Tử Châu (梓州; nay là vùng Miên Dương, tỉnh Tứ Xuyên).
Sử sách không cho biết thêm gì nhiều về gia thế của bà, có lẽ do bà xuất thân trong một gia đình bình thường, không nổi bật. Vào thời Đường Hi Tông (873 - 888), khi Chiêu Tông còn giữ tước vị Thọ vương, Hà thị được tuyển vào làm thiếp của ông. Hà thị xinh đẹp đoan trang lại hiền thục, dịu dàng và khôn khéo nên rất được lòng Thọ vương.
Năm Văn Đức nguyên niên (888), Đường Hi Tông giá băng, Lý Kiệt trở thành Hoàng đế kế nhiệm, tức Đường Chiêu Tông. Thứ phi Hà thị được tấn phong làm Thục phi (淑妃), cấp bậc thứ hai trong hậu cung chỉ sau Hoàng hậu. Trong khoảng thời gian này, Hà Thục phi hạ sinh cho Chiêu Tông ba người con, lần lượt là Đức vương Lý Dụ, Huy vương Lý Tộ và một con gái duy nhất là Bình Nguyên công chúa.

## Hoàng hậu nhà Đường

### Chạy loạn sách lập
Năm Càn Ninh thứ 3 (896), Tiết độ sứ Phượng Tường là Lý Mậu Trinh tấn công kinh đô Trường An, Chiêu Tông phải đưa cả triều đình chạy đến Hoa châu.
Sang năm sau (897), tháng 11 (âm lịch), Đường Chiêu Tông hạ chiếu lập Hà Thục phi làm Hoàng hậu, trước đó ông đã ra chỉ lập con trai bà là Đức vương Lý Dụ làm Hoàng thái tử. Trong vòng hơn 100 năm kể từ sau khi Chiêu Đức hoàng hậu Vương thị của Đường Đức Tông Lý Quát qua đời, thì nhà Đường mới có một vị Hoàng hậu chính thức được sách lập. Sách văn năm đó, sách lập Hà Thục phi làm Hoàng hậu có viết:
| “                                                                 | 惟王法天，惟後象地。統理之道，相須而成。秉陽雖係於昭垂，養物必資於厚載。處大倫而克正，與元化而同光。上讚君臨，旁資婦道。遠徵百代，咸本六經。而禮曠累朝，位虛中壺。嚴禋怵惕，玉齎無所進之人。內令寂寥，彤管有不書之史。興廢之重，作配實難。諮爾淑妃何氏，柔既可觀，儉皆中度。外言罔入，懿則自成。處閑房而椒亦蜚聲，御眾妾而木能逮下。洎邦家多難，輔佐克勤，每見求衣，未嘗安寢。先知旰食，不視晨羞。欲齊京室之賢，罔慕長秋之盛。勞謙之報，降福是宜。乃顧皇儲，仍因子貴。公卿來講，龜筮斯從。實上帝之所嘉，詎朕心之可抑。今遣某官某持節冊爾為皇后。於戲！極位正名，居尊齊體。典一申而百神聽，禮一行而萬國歡。恐懼可以保其名，齊莊可以守其位。往司陰教，以永天休。 . Duy vương pháp thiên, duy hậu tượng địa. Thống lý chi đạo, tương tu nhi thành. Bỉnh dương tuy hệ vu chiêu thùy, dưỡng vật tất tư vu hậu tái. Xử đại luân nhi khắc chính, dữ nguyên hóa nhi đồng quang. Thượng tán quân lâm, bàng tư phụ đạo. Viễn trưng bách đại, hàm bổn lục kinh. Nhi lễ khoáng luy triều, vị hư trung hồ. Nghiêm nhân truật thích, ngọc tê vô sở tiến chi nhân. Nội lệnh tịch liêu, đồng quản hữu bất thư chi sử. Hưng phế chi trọng, tác phối thật nan. Tư nhĩ Thục phi Hà thị, nhu kí khả quan, kiệm giai trung độ. Ngoại ngôn võng nhập, ý tắc tự thành. Xử nhàn phòng nhi tiêu diệc phỉ thanh, ngự chúng thiếp nhi mộc năng đãi hạ. Kịp bang gia đa nan, phụ tá khắc cần, mỗi kiến cầu y, vị thường an tẩm. Tiên tri cán thực, bất thị thần tu. Dục tề kinh thất chi hiền, võng mộ trường thu chi thịnh. Lao khiêm chi báo, hàng phúc thị nghi. Nãi cố hoàng trữ, nhưng nhân tử quý. Công khanh lai giảng, quy thệ tư tòng. Thật thượng đế chi sở gia, cự trẫm tâm chi khả ức. Kim khiển mỗ quan mỗ trì tiết, sách nhĩ vi Hoàng hậu. Vu hí! Cực vị chính danh, cư tôn tề thể. Điển nhất thân nhi bách thần thính, lễ nhất hành nhi vạn quốc hoan. Khủng cụ khả dĩ bảo kỳ danh, tề trang khả dĩ thủ kỳ vị. Vãng tư âm giáo, dĩ vĩnh thiên hưu. | ” |
| — Sách văn lập Thục phi Hà thị làm Hoàng hậu của Đường Chiêu Tông | |   |

### Cung biến Canh Thân
Năm Quang Hóa nguyên niên (898), sau khi giảng hòa với Lý Mậu Trinh, Đường Chiêu Tông cùng Hà hậu và triều đình trở về Trường An. Năm thứ 3 (900), năm Canh Thân, triều đình xảy ra một biến cố lớn, làm thay đổi vận mệnh triều Đường.
Vào một ngày tháng 11, lúc Chiêu Tông say rượu đã hạ lệnh giết vài thái giám và cung nữ, khiến các hoạn quan lo lắng. Chỉ huy đội quân Thần Sách là Trung úy Lưu Quý Thuật (劉季述) quyết định tiến hành binh biến, nhân khi ở cửa cung đã bắt cóc Thái tử Lý Dụ. Ngày hôm sau, Lưu Quý Thuật đem Thái tử Lý Dụ vào triều, bắt buộc Chiêu Tông thoái vị, nhường ngôi cho Lý Dụ. Khi hà hoàng hậu nghe tin, nói:"Quân dung trưởng quan hộ giá Quang gia! Chớ khiến ngài hoảng sợ! Có việc thì Quân dung cùng thương lượng!". Cuối cùng thì Chiêu Tông phải miễn cưỡng chấp nhận thoái vị, Hà hoàng hậu sai người đến ngự tiền, lấy Ngọc tỷ trao tặng cho Lưu Quý Thuật. Thế là Thái tử Lý Dụ nối ngôi, tôn Chiêu Tông làm Thái thượng hoàng, Hà hậu làm Thái thượng hoàng hậu. Ngày hôm ấy, các hoạn quan đỡ Chiêu Tông cùng Hà hoàng hậu ngồi chung một liễn giá, đi theo hai người còn có các Tần ngự trong hậu cung, Công chúa và Thị tỳ, tất cả đều dời đến tại Thiếu Dương viện (少陽院) thuộc Đông Cung.
Lưu Quý Thuật cho đổi tên Thiếu Dương viện làm Vấn An cung (問安宮), cho người nung sắt nóng chảy khóa chặt cửa cung, mỗi ngày chỉ đưa cơm qua cửa sổ. Lúc ấy trời mùa đông rất lạnh, Công chúa cùng Tần ngự đi theo không đủ trang phục giữ ấm, từ bên ngoài có thể nghe thấy bọn họ khóc lóc thảm thiết trong cung. Vào tháng 12 cùng năm, các hoạn quan là Tôn Đức Chiêu (孫德昭), Đổng Ngạn Bật (董彥弼), Chu Thừa Hối (周承誨) hợp mưu với Tể tướng Thôi Dận chống lại và thanh trừng bọn Lưu Quý Thuật, đưa Chiêu Tông phục vị. Hà hoàng hậu trở lại ngôi vị Hoàng hậu, còn Lý Dụ phải giáng làm Đức vương.

### Biến loạn Chu Toàn Trung
Sang đầu năm Thiên Phục (901), Đường Chiêu Tông phục vị, Tể tướng Thôi Dận xin Chiêu Tông chấp Thần Sách quân về cho mình, mà không phải vào tay các hoạn quan. Chiêu Tông cự tuyệt, đem Thần Sách quân giao lại cho hoạn quan Hàn Toàn Hối (韓全誨), khiến Thôi Dận và hoạn quan nảy sinh vết nứt. Về sau, các hoạn quan Hàn Toàn Hối và Trương Ngạn Hoằng (張彥弘) nảy sinh bất hòa với tể tướng Thôi Dận, và Thôi Dận đã cầu Tiết độ sứ Tuyên Vũ là Chu Toàn Trung tiến quân vào kinh tiêu diệt hoạn quan. Bọn hoạn quan sợ hãi, bắt Chiêu Tông và Hà hoàng hậu đưa đến Phượng Tường. Nhưng không được bao lâu, Chu Toàn Trung bao vây Phượng Tường.
Sang đầu năm sau (902), trước tình thế bị vây hãm, Lý Mậu Trinh ở Phượng Tường phải giao Đế-Hậu cho Chu Toàn Trung đưa về Trường An. Nhưng trước đó vào năm Thiên Phục thứ 3 (903), Lý Mậu Trinh đã ép Chiêu Tông kết thông gia với mình. Chiêu Tông phải gả con gái của Hà hoàng hậu là Bình Nguyên công chúa cho Lý Kế Khản (李继侃) - là con Lý Mậu Trinh, và cưới con gái của Tể tướng Tô Kiểm (蘇檢) - người mà Mậu Trinh tin tưởng cho Hoàng tử Cảnh vương Lý Bí (李秘). Hà hoàng hậu nghi ngại điều này, nhưng Chiêu Tông lại quyết định đồng ý đề xuất của Lý Mậu Trinh vì muốn nhanh chóng thoát khỏi ông ta. Sau đó, Chiêu Tông và Hà hoàng hậu được theo Chu Toàn Trung trở lại Trường An. Tuy nhiên về sau, Chiêu Tông đã buộc Lý Mậu Trinh trả lại công chúa. Tuy được về kinh, nhưng Chiêu Tông lại phải chịu sự kiểm soát của Chu Toàn Trung. Toàn Trung tàn sát các hoạn quan, giải tán Thần Sách quân âm mưu khống chế triều đình, khiến tể tướng Thôi Dận lo ngại và lên kế hoạch chống lại. Cuối cùng sự việc thất bại, Thôi Dận bị Chu Toàn Trung giết chết.
Năm Thiên Hữu nguyên niên (904), do lo sợ Lý Mậu Trinh có thể tấn công chiếm lại Trường An, Chu Toàn Trung quyết định đưa triều đình đến Lạc Dương để dễ kiểm soát. Lúc này, Hà hoàng hậu đang mang thai, Chiêu Tông lấy cớ đó để tìm cách làm chậm cuộc hành trình và tranh thủ sai người cầu cứu các Tiết độ sứ các nơi đến giúp mình chống lại Chu Toàn Trung, nhưng Vương Kiến ở Tây Xuyên, Lý Khắc Dụng ở Hà Đông và Dương Hành Mật ở Hoài Nam không ai nghe lệnh. Đường Chiêu Tông lại bị Chu Toàn Trung ép buộc phải nhanh chóng đi tới Lạc Dương.
Chu Toàn Trung lại lo ngại Đức vương Lý Dụ về sau sẽ chống đối mình nếu được lên ngôi, nên muốn diệt trừ, Chiêu Tông ban đầu không đồng ý. Nhưng có lẽ Hà hoàng hậu cũng biết rằng mình và con trai cũng khó thoát khỏi tay họ Chu nên chỉ biết cùng Chiêu Tông uống rượu và khóc. Khi Chu Toàn Trung biết Chiêu Tông bất mãn việc mình muốn giết Lý Dụ, cộng thêm việc nhiều Tiết độ sứ lại dâng biểu xin dời đô về lại Trường An, khôi phục quyền lực cho Thiên tử; nên tỏ ra rất lo sợ. Nhận thấy Đường Chiêu Tông khó bề kiểm soát, Chu Toàn Trung bèn lập kế hoạch ám sát Chiêu Tông, lập Ấu Đế để có thể sai khiến.
Ngày 11 tháng 8 (tức ngày 22 tháng 9 dương lịch) cùng năm, Chu Toàn Trung sai con nuôi là Tả long vũ thống quân Chu Hữu Cung (朱友恭) cùng Hữu long vũ thống quân Thị Thúc Tông (氏叔琮) dẫn quân vào cung. Đường Chiêu Tông khi ấy đang ở cùng Hà hoàng hậu tại Tiêu Lan điện (椒蘭殿), Tưởng Huyền Huy (蒋玄晖) phái Long Vũ nha quan Sử Thái (史太) giết Chiêu Tông, kèm theo đó cùng hai Cung tần Bùi Trinh Nhất (裴貞一) và Lý Tiệm Vinh (李漸榮), nhưng Hà hoàng hậu được Sử Thái và Tưởng Huyền Huy tha cho, vì mật lệnh của Chu Toàn Trung chỉ yêu cầu giết Chiêu Tông. Các tể tướng Liễu Xán (柳璨) và Độc Cô Tổn giả chỉ dụ của Hà hoàng hậu, tuyên bố rằng: "Hoàng đế bị cung nhân giết hại, Huy vương Tộ lên ngôi Hoàng đế" (Nguyên văn: 帝為宮人害，輝王祚宜升帝位。).

## Cái chết
Ngày 15 tháng 8 (tức ngày 26 tháng 9 dương lịch), sau khi hoàn thành việc giết Chiêu Tông, Chu Toàn Trung tôn Huy vương Tộ lên ngôi, tức là Đường Ai Đế. Hà hoàng hậu được tôn làm Hoàng thái hậu. Không lâu sau khi Ai Đế lên ngôi, Chu Toàn Trung cho giết hại 9 hoàng tử của Đường Chiêu Tông, trong đó có cả Đức vương Lý Dụ. Toàn Trung thực hiện việc này bằng cách dụ họ đến dự tiệc rồi sai Tưởng Huyền Huy bóp cho nghẹt thở.
Năm Thiên Hữu thứ 2 (905), tháng 5, cung mới của Hoàng thái hậu được xây dựng xong, tả hữu nội thần đều tấu xin gọi là Tích Thiện cung (積善宮). Thời Đường chưa có lệ đặt huy hiệu cho Hoàng thái hậu một cách trang trọng và truyền thống như nhà Minh và nhà Thanh, mà thường lấy tên nơi ở để gọi nếu muốn chỉ trực tiếp vị Thái hậu ấy, vì thế Hà Thái hậu còn được gọi là Tích Thiện Thái hậu (積善太后).
Chu Toàn Trung lúc đó đã rất nôn nóng muốn cướp ngôi. Ba đại thần Liễu Xán, Tưởng Huyền Huy và Trương Đình Phạm (张廷范) lại muốn theo quy tắc là ép Ai Đế gia phong cửu tích cho Chu Toàn Trung trước, nhưng Toàn Trung xem chừng không thể chờ đợi lâu nữa. Hà Thái hậu thì dùng hai cung nữ A Thu (阿秋), A Kiền (阿虔) qua lại với Tưởng Huyền Huy để xin ông này bảo toàn mạng sống cho mẹ con mình. Khi đó, có Vương Ân (王殷) và Triệu Ân Hành (赵殷衡) vu cáo Thái hậu thông mưu với đại thần mưu đồ khôi phục nhà Đường, diệt Toàn Trung. Chu Toàn Trung nghe xong giận lắm.
Năm ấy, ngày 29 tháng 12 ÂL (tức ngày 22 tháng 1 năm 906), Chu Toàn Trung sai Vương Ân và Triệu Âu Hành đột nhập Tích Thiện cung, sai người giết Hà Thái hậu bằng cách thắt cổ, còn hai cung nữ A Thu, A Kiền bị đánh tới chết. Ngày hôm sau, Chu Toàn Trung buộc Đường Ai Đế phải viết chiếu chỉ, rằng Hà Thái hậu vì tư thông với Tưởng Huyền Huy nên tự sát để tạ tội, đồng thời còn ép Ai Đế giáng bà làm [Thứ nhân; 庶人]. Đến năm thứ 4 (907), Chu Toàn Trung giết Ai Đế mà soán vị, nhà Đường diệt vong.
Năm Trường Hưng thứ 4 (933), Hậu Đường Minh Tông truy tôn thụy hiệu cho Tích Thiện Thái hậu là Tuyên Mục hoàng hậu (宣穆皇后), phụng thờ ở Thái Miếu.